# Monochamus fruhstorferi
Monochamus fruhstorferi är en skalbaggsart som beskrevs av Stefan von Breuning 1964. Monochamus fruhstorferi ingår i släktet Monochamus och familjen långhorningar. Inga underarter finns listade i Catalogue of Life.